# Israël le Grammairien
Pour les articles homonymes, voir Israël (homonymie).
Israël le Grammairien, Israël Scot ou Israël de Trèves est l'un des principaux érudits européens du milieu du Xe siècle.
Peut-être d'origine bretonne, Israël apparaît à la cour du roi anglais Æthelstan dans les années 930. Après la mort d'Æthelstan, en 939, il se place sous la protection de l'archevêque de Trèves Robert et sert de précepteur à Brunon, frère d'Otton le Grand et futur archevêque de Cologne. Vers la fin des années 940, il est qualifié d'évêque par plusieurs sources, mais son siège n'est pas mentionné. Il termine sa vie comme moine dans l'abbaye Saint-Maximin de Trèves.
Poète accompli, Israël est l'un des rares Occidentaux de son temps à comprendre le grec ancien. Son œuvre comprend des traités grammaticaux et théologiques, ainsi que des commentaires sur les œuvres du grammairien romain Ælius Donatus et du philosophe irlandais Jean Scot Érigène.

## Contexte
À partir du règne de Charlemagne, au début du IXe siècle, l'Europe occidentale connaît un renouveau des lettres qualifié de renaissance carolingienne. La période qui suit cette embellie, marquée par l'effondrement de l'empire carolingien, est décrite comme un « âge de fer » par un concile de 909, mais cette vision pessimiste est remise en question par les historiens contemporains. Michael Wood estime ainsi que « la première moitié du dixième siècle est marquée par des développements cruciaux pour la culture et l'histoire de l'Europe ». La Bible reste la principale source de toute connaissance, mais les auteurs antiques, jusqu'alors considérés comme des païens indignes d'être lus, commencent à être redécouverts.
En 871, Alfred le Grand monte sur le trône du Wessex. Les lettres sont alors à leur point le plus bas dans le sud de l'Angleterre, où le latin n'est quasiment plus compris par personne. Afin de remédier à la situation, le roi lance un vaste programme culturel. Il invite des érudits d'Europe continentale, de Mercie et du pays de Galles à sa cour et réalise lui-même des traductions en vieil anglais de textes latins qu'il juge importants. Son petit-fils Æthelstan, qui arrive au pouvoir en 924, poursuit son œuvre. Lui aussi invite des érudits étrangers en Angleterre, y compris pour occuper des postes épiscopaux, ce qui implique que son royaume manque encore de prêtres suffisamment éduqués pour faire de bons évêques. Ce n'est qu'à la fin du Xe siècle, avec la génération éduquée sous le règne d'Æthelstan, celle d'Æthelwold de Winchester et Dunstan de Cantorbéry, que les lettres anglaises connaissent leur heure de gloire,,.

## Biographie

### Origines
Les origines d'Israël sont très mal connues. Michael Lapidge situe sa naissance aux alentours de l'an 900, tandis que Michael Wood la place un peu plus tôt, vers 890. Il est le disciple d'un certain Ambroise et passe un certain temps à Rome, sans que l'on puisse identifier cet Ambroise, ni affirmer qu'il était le maître d'Israël durant son séjour à Rome. D'après Michael Wood, Israël aurait été moine à l'abbaye Saint-Maximin de Trèves dans les années 930.
Les sources du Xe siècle se contredisent sur les origines d'Israël. Il est Irlandais d'après Ruotger dans son hagiographie de Brunon de Cologne, tandis que Flodoard le décrit comme Britto, ce qui peut indiquer une origine bretonne, galloise ou cornouaillaise. Ces trois régions abritent en effet des locuteurs de langues celtiques ayant fui la colonisation de la Grande-Bretagne par les Anglo-Saxons. Le nom d'Israël est cohérent avec cette origine, car les noms hébreux provenant de l'Ancien Testament sont couramment donnés aux enfants dans le monde celtique à l'époque.
D'après Lapidge, faute d'étude approfondie de la question, le consensus moderne favorise une origine irlandaise. Cependant, il remarque que l'évêque irlandais Dub Innse décrit Israël comme un « érudit romain » et ne semble donc pas le considérer comme un compatriote. Flodoard étant contemporain d'Israël, il pourrait l'avoir personnellement connu, tandis que Ruotger écrit après sa mort et s'appuie donc vraisemblablement sur des informations de deuxième main. Par ailleurs, les manuscrits liés à Israël présentent des gloses en breton, et l'Angleterre constitue à cette époque un refuge pour les érudits bretons fuyant les raids vikings. Pour toutes ces raisons, Lapidge conclut qu'il est plus plausible qu'Israël soit Breton que Gallois ou Cornouaillais.
Wood relance l'hypothèse irlandaise en 2007. D'après lui, Ruotger connaissait Israël et le Britto de Flodoard ne signifie pas nécessairement « Breton »,. Dans sa biographie d'Æthelstan, Sarah Foot rejette l'opinion de Wood et considère qu'Israël n'était pas Irlandais, mais peut-être Breton. Thomas Charles-Edwards envisage quant à lui qu'il ait pu être gallois dans son histoire du pays de Galles au Haut Moyen Âge.

### À la cour d'Æthelstan

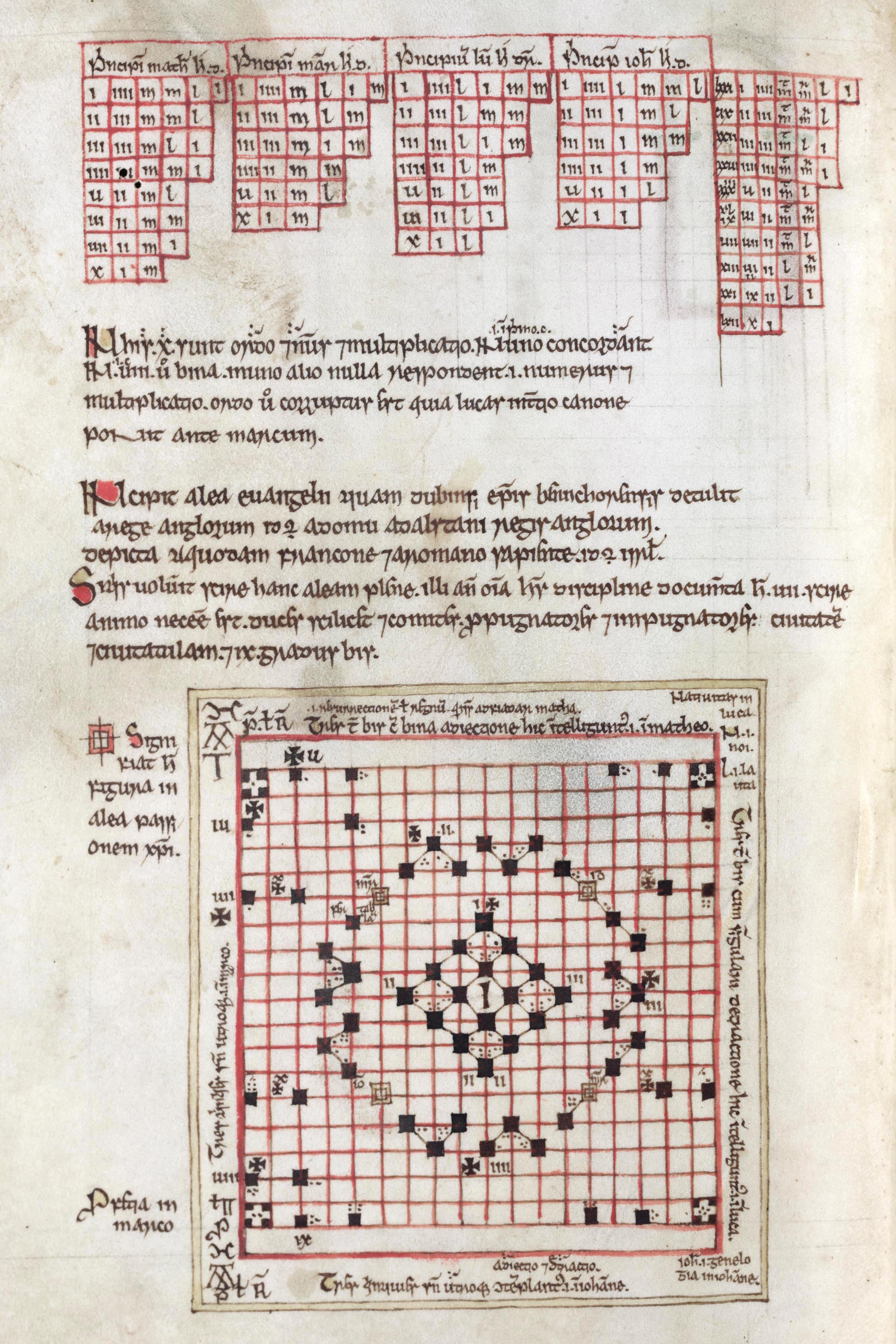
Le jeu des évangiles (Corpus Christi College, Oxford, MS 122, fol 5).

La présence d'Israël en Angleterre est attestée dans un évangéliaire composé en Irlande vers 1140 qui comprend une copie d'un dessin du Xe siècle avec les règles d'un jeu de plateau appelé alea evangelii, « le jeu des évangiles », basé sur les tables des canons. Une note sur le manuscrit indique :

« Ici débute le jeu des évangiles que Dub Innse, évêque de Bangor, a ramené du roi anglais, c'est-à-dire de la maisonnée d'Æthelstan, roi d'Angleterre, élaboré par un certain Franco [ou Franc] et par un érudit romain, qui est Israël. »

Le scribe du XIIe siècle semble avoir passé la note originale, écrite par Dub Innse lui-même, de la première à la troisième personne. Dans un passage ultérieur, il comprend « un érudit romain, qui est Israël » comme une référence à un Juif romain. Certains historiens, comme David Wasserstein, voient dans ce passage comme la preuve de la présence d'un érudit juif à la cour d'Æthelstan, mais Lapidge considère qu'il s'agit d'une erreur du scribe, un point de vue repris par la majorité des historiens,.
Le jeu des évangiles appartient à la catégorie des jeux de tafl ou hnefatafl, d'origine scandinave, qui opposent deux adversaires aux forces inégales et aux buts différents. L'historien des jeux Harold Murray le décrit comme « une étrange tentative de donner un sens biblique au hnefatafl », tandis que David Parlett le considère comme « une forme de hnefatafl drapée d'atours allégoriques particulièrement inappropriés ».
L'inventeur du « jeu des évangiles » est couramment identifié à Israël le Grammairien, sa description comme un « érudit romain » faisant référence à son séjour à Rome. Plusieurs manuscrits associés au Grammairien, dont deux des quatre copies connues de son poème De arte metrica, ont été réalisées en Angleterre, argument supplémentaire en faveur de cette identification.
Israël écrit dans un latin particulier, avec des phrases longues et complexes et un recours fréquent à des mots rares et des néologismes. Ce « style herméneutique » se retrouve dans les chartes du scribe Æthelstan A, actif entre 928 et 935, qui a sans doute subi l'influence du Grammairien,,. Le latin herméneutique caractérise les écrits produits par le mouvement de réforme bénédictine actif en Angleterre à la fin du Xe siècle. Il est possible qu'un des meneurs de ce mouvement, l'évêque Æthelwold de Winchester, ait eu Israël pour mentor à la cour  d'Æthelstan dans les années 930,. Les textes latins apportés par Israël, influencés par les écrivains irlandais, donnent au style herméneutique anglais une coloration hiberno-latine.

### Carrière ultérieure
Israël dédie son poème De arte metrica, presque certainement composé en Angleterre, à l'archevêque de Trèves Robert. Il cherche vraisemblablement ainsi à se placer sous sa protection après la mort d'Æthelstan, en 939. À partir de 940 environ, Israël sert de précepteur à Brunon, le frère du roi de Germanie Otton le Grand. Réputé pour son érudition, il joue vraisemblablement un rôle important dans la fondation d'une école par Otton à la cour d'Aix-la-Chapelle.
En 947, Israël assiste à un synode présidé par Robert à Verdun. Il est décrit comme évêque à cette occasion, mais son siège n'est pas identifié. Un certain Israël apparaît comme évêque d'Aix-en-Provence vers 950, mais il n'est pas certain qu'il s'agisse du Grammairien. Il pourrait avoir plutôt été évêque à Aix-la-Chapelle entre 948 et 950 : il y apparaît débattant de la Trinité avec un intellectuel juif nommé Salomon, sans doute l'ambassadeur byzantin du même nom,.
Israël passe ses dernières années retiré du monde à l'abbaye Saint-Maximin de Trèves. Il meurt le 26 avril d'une année inconnue ; vers 970 pour Lapidge, avant 967-968 pour Wood.

## Œuvres

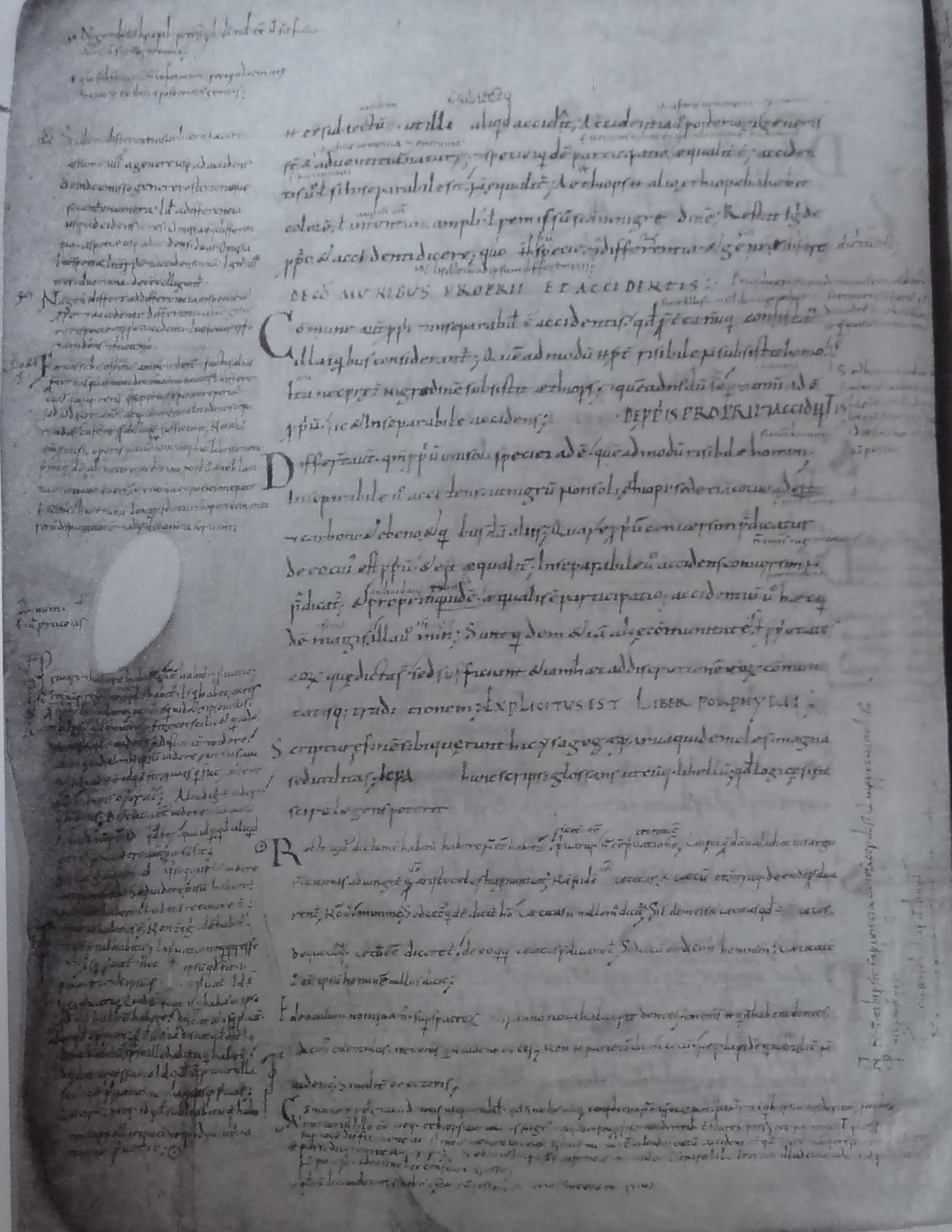
Une page du commentaire d'Isräel le Grammairien sur lIsagogè de Porphyre de Tyr.

Mechthild Gresch décrit Israël comme « l'un des plus grands savants d'Europe ». « Grammairien et poète accompli » selon Michael Lapidge, il fait partie des rares érudits d'Occident de son temps à connaître le grec. C'est un savoir très peu répandu à l'époque : dans les années 870, Anastase le Bibliothécaire, incapable de trouver quelqu'un capable de relire sa traduction d'un texte grec, est contraint de le faire lui-même.
Dans ses chartes, Æthelstan A emploie un vocabulaire latin inhabituel qui provient presque certainement des poèmes hiberno-latins Adelphus adelphe et Rubisca. Ces textes, « immensément difficiles » d'après Lapidge, témoignent d'une connaissance approfondie du grec. C'est probablement Israël qui introduit ces poèmes en Angleterre, et il pourrait même en être l'auteur, plus probablement pour Adelphus adelphe que pour Rubisca,.
Israël est également l'auteur de textes de nature théologique et médicale. Dans les années 940, il se penche sur les travaux du philosophe irlandais Jean Scot Érigène et produit un commentaire de ses œuvres préservé dans un manuscrit à Saint-Pétersbourg. Il recommande la lecture de son Periphyseon dans une glose de l'Isagogè de Porphyre de Tyr. Sa version d'un commentaire sur l'Ars Minor d'Ælius Donatus reste un texte de référence tout au long du Moyen Âge.